# Бешівська волость
Бешівська волость — історична адміністративно-територіальна одиниця Олександрівського, з 1874 — Маріупольського повіту Катеринославської губернії із центром у колонії Бешеве.
Станом на 1886 рік складалася з 2 поселень, 2 сільських громад. Населення — 2687 осіб (1492 чоловічої статі та 1195 — жіночої), 211 дворових господарств.
|                     | Площа, десятин | У тому числі орної, дес. |
| ------------------- | -------------- | ------------------------ |
| Сільських громад    | 27542          | 4900                     |
| Приватної власності | —              | —                        |
| Казенної власності  | —              | —                        |
| Іншої власності     | —              | —                        |
| Загалом             | 27542          | 4900                     |

Поселення волості:
- Бешеве — колонія грецька при річці Кальміус за 130 верст від повітового міста, 2690 осіб, 449 дворів, православна церква, школа, 5 лавок, 2 ярмарки на рік.
- Велико-Каракубське — село при річці Кальміус та Волноваха, 1752 особи, 273 двори, православна церква, школа, лавка, щорічний ярмарок.

За даними на 1908 рік населення волості зросло до 7393 осіб (3860 чоловічої статі та 3533 — жіночої), 1210 дворових господарств, відокремлено новий населений пункт:
- Ново-Бешеве — 681 особа (367 чоловічої статі та 314 — жіночої), 109 дворів.